# Паулиш (Хунедоара)
Паулиш (рум. Păuliș) насеље је у Румунији у округу Хунедоара у општини Шоимуш. Oпштина се налази на надморској висини од 200 m.

## Становништво
Према подацима из 2002. године у насељу је живело 262 становника, од којих су сви румунске националности.